# هیو استوارت
هیو استوارت (انگلیسی: Hugh Stewart؛ ‏ ۱۴ دسامبر ۱۹۱۰ – ۳۱ مهٔ ۲۰۱۱) تدوین‌گر، تهیه‌کننده فیلم، و کارگردان فیلم اهل بریتانیا بود. وی پس از پایان جنگ جهانی دوم به اردوگاه کار اجباری برگن-بلزن و از آنجا تصویربرداری نمود.
از فیلم‌هایی که وی در آن‌ها نقش داشته‌است، می‌توان به در ضرب، قصاب‌باشی، مردان باهوش، سحرخیز، نورمن در فضا، یک راسو برای خانم، به دنبال یک ستاره، جاده صاف‌کن، تنها شانس من، شیشه پاک‌کن، مرد لحظه‌ها، جاسوسی در سیاهی و مردی که زیاد می‌دانست اشاره نمود.